# Микрофлора
Микрофлора (микробиота)— совокупность разных типов микроорганизмов, населяющих какую-либо среду обитания. Микробиота водоёмов, воздуха, горных пород, почвы очень разнообразна, микробиота рубца жвачных, поровых растворов разных видов почв и т. п. более специфична и включает микроорганизмы, находящиеся в тесных пищевых связях.
По происхождению микробиота делится на автохтонную, постоянно присутствующую в среде обитания, и аллохтонную (привнесённую); по типу питания — на эвтрофную микробиоту (комплекс микроорганизмов, разлагающих органических веществ), олиготрофную микробиоту, или микробиоту рассеяния, завершающую минерализацию органического вещества, и литотрофную микробиоту, которая трансформирует минеральные соединения горных пород, газы.
При изучении микробиоты учитывают физико-химические факторы среды, количество, видовой состав микроорганизмов, число доминирующих видов, которые определяют физиолого-биохимические процессы в экосистеме. К примеру, в сульфидных рудах окисление обусловлено тионовыми бактериями, в рубце жвачных — анаэробной микробиотой, перерабатывающей клетчатку. Микроорганизмы, развивающиеся на поверхности растений (эпифитная микробиота), метаболизируют выделения их тканей. Кожа, слизистые оболочки, кишечник и остальные органы животных имеют постоянную микробиоту.